# Estratonice (esposa d'Antígon el borni)
Estratonice (grec antic: Στρατoνίκη, Stratoníkē) fou una princesa filla de Correu (Κορῥαῖος, Korrhaĩos, un macedoni desconegut probablement un militar) que es va casar amb Antígon el Borni. Va ser la mare de Demetri Poliorcetes i Filip, que va morir el 306 aC).
El 320 aC va entrar en negociacions amb Dòcim quan aquest general estava assetjat junt amb altres fidels de Perdicas a una fortalesa de Frígia, i el va convèncer de sortir. Quan va ser fora va aconseguir que fos agafat i empresonat, segons diu Diodor de Sicília. Després de la batalla d'Ipsos va fugir de Cilícia on es trobava, amb el seu fill Demetri Poliorcetes, i van anar cap a Salamina a Xipre l'any 301 aC.
Probablement va morir en aquesta illa no molt de temps després, perquè no se la torna a mencionar.